# Красноярский архиерейский дом
Архиере́йский дом в Красноя́рске — здание, расположенное на улице Горького, 27 (до 1922 г. — Архиерейский переулок) в городе Красноярск, является объектом культурного наследия федерального значения. В 1860-х — начале 1920-х гг. здесь находилась резиденция Архиереев Енисейских и Красноярских. Нынешнее каменное здание построено в конце XIX в. по проекту архитектора Е. Морозова. С 2015 г. в Архиерейском доме вновь располагается управление Красноярской епархией, действует православный храм во имя Иоанна Предтечи.
http://my.krskstate.ru/docs/churches/arkhiereyskiy-dom-krasnoyarsk/

## История

### Деревянное здание
В после разделения Сибири на восточную и западную была создана Енисейская губерния. Православные приходы губернии вначале были причислены к Иркутской, а с . к Томской епархии. В . Святейший Синод утвердил решение о создании самостоятельной Енисейской епархии и основании епископской кафедры в городе Красноярске. Соответственно предполагалось строительство резиденции для правящих епископов. За подписью обер-прокурора Синода графа Толстого Д. А. был расписан штат будущего красноярского архиерейского дома: эконома, духовника, ризничего и казначея в одном лице, копииста, двух архиерейских келейников, двух иеромонахов и двух иеродиаконов, всего 12 человек, не считая самого епископа. На содержание епархиального дома, кафедрального собора и консистории в соответствии с третьим классом епархии было назначено 5.220 рублей в год.
Строительство резиденции епископа по разным причинам долго откладывалось, поэтому первый Преосвященный Никодим поставил на выделенной усадьбе для архиерейского дома деревянный дом, оставив место для будущего каменного здания. Закладка дома с церковью состоялась в апреле . Подрядчиком по строительству временной деревянной усадьбы стал известный красноярский купец Матвей Кузьмич Сажин. Когда отделка архиерейского дома была ещё не закончена, владыка переселился в него со съёмной квартиры, которую занимал ранее. 31 мая . он освятил свои покои и домовую архиерейскую церковь. Она была наречена в честь Иоанна Крестителя сообразно тому, что решение о строительстве архиерейского дома было подписано императором Александром II 25 мая ., в день третьего обретения главы Иоанна Предтечи. Есть дневниковая запись Никодима, сделанная в день обретения Главы Иоанна Предтечи:
«В 9 часов служили на улице водоосвящение, перед домом моим, позади светлицы. Затем воздвигнут и водружён был Крест над домовою нашею церковью». Эту дату — 31 мая — следует считать началом истории и самого архиерейского дома и его храма.
В деревянном архиерейском доме в разные годы трудились епископы: Никодим (Казанцев) (1862—1870), Павел (Попов) (1870—1873), Антоний (Николаевский) (1873—1881), Исаакий (Положенский) (1881—1886), Тихон (Троицкий-Донебин) (1886—1892), Александр (Богданов) (1892—1894), Акакий (Заклинский) (1894—1898).

### Каменное здание
Только в . Синод утвердил окончательный проект на постройку каменного архиерейского дома. Его автором был известный синодальный архитектор из Петербурга Евгений Львович Морозов [http://naov.ru/articles/58_evgeniyi-lvovich-morozov-i-ego-proekti-v-gorode-krasnoyarske.html]. Копию утверждённого проекта Морозов Е. Л. подписал 15 сентября . Новое кирпичное здание архиерейского дома было заложено 1 мая К началу . постройка каменного здания архиерейского дома была окончательно завершена. Здание заняло западную часть Новособорной площади, составляя с кафедральным собором Рождества Богородицы единый архитектурный ансамбль. С появлением архиерейского дома, центральная часть города становилась архитектурно завершённой: в центре (на месте нынешней краевой администрации) стоял величественный кафедральный собор Рождества Пресвятой Богородицы по проекту архитектора Константина Андреевича Тона, далее в сторону Енисея шла огромная Новособорная площадь, которая закрывалась городским парком с сохранившейся частью сибирской тайги, а западная часть замыкалась архиерейским домом. Несколько позже в этот ансамбль очень органично вписалось трёхъярусное здание духовной семинарии (ныне Горького, 2), спроектированное в том же русско-византийском архитектурном стиле, что и архиерейский дом.
1 и 2 января 1900 г. епископ Евфимий освятил новую архиерейскую церковь Иоанна Предтечи и само здание. Просторные покои новоотстроенного архиерейского дома занимали два этажа. На первом этаже располагались помещения для свиты архиерея: кельи, канцелярия и секретариат, комната для хора, жильё эконома, трапезная и кухня, служебные помещения. А на втором этаже располагались жилые покои владыки: спальня, библиотека, ванная, большая и малая столовые, зал и две гостиные. Широкая мраморная лестница по другую сторону от храма вела в сад. Часть здания, включая оба этажа, составляла новая домовая церковь. Поражал красотой и изяществом золочёный иконостас храма. Именно этот архитектурный вариант архиерейской церкви может увидеть всякий, кто зайдёт в храм сегодня.
В каменном архиерейском доме в разные годы трудились епископы: Евфимий (Счастнев) (1899—1913), Никон (Бессонов) (1913—1917), Назарий (Андреев) (1917—1922).
В апреле . при епископе Никоне началась крупная реконструкция архиерейского дома. Владыка обратился в Синод с письмом, в котором просил выделить на эти цели 7189 руб. Летом . были выполнены следующие работы: перепланирована и расширена церковь, устроен водопровод, центральное отопление и проведено электричество. Означенные работы значительно превысили первоначальную смету, поэтому владыка обратился в столицу с новым прошением, в котором писал:
«Не имея никакой возможности покрыть перерасход полностью, ходатайствую пред Св. Синодом о принятии оного перерасхода хотя бы в половинном размере (6492 руб.) за счёт казённых сумм».
К письму прикладывалось приложение с указанием всех расходов. А именно:
— на перестройку церкви 6607 руб. 98 коп.
— водяное отопление дома 7500 руб. и церкви 1400 руб.
— на водопровод и канализацию — 1234 руб. 23 коп.
— электрическое освещение 1479 руб. 14 коп.
— установление паникадила и ламп в церкви 426 руб. 44 коп.
— за работы 301 руб. 50 коп. Итого: 22. 661 рублей 23 копеек.
Проектом перестройки архиерейского дома руководил Леонид Александрович Чернышёв — один из самых талантливых архитекторов Красноярска. По его проекту была расширена храмовая часть здания: к южному фасаду была выполнена пристройка с арочным проёмом, оформленным витражом.

### История архиерейского дома после 1917 года
После установления советской власти, началась постепенная муниципализация архиерейского дома. Часть покоев некоторое время оставалась под началом епархии, но часть перешла в собственность городских властей: здесь был открыт ЗАГС, затем 509 госпиталь. Затем архиерейский дом был превращён в заразную больницу № 3 для борьбы с эпидемией тифа. В . ремонтно-техническая подкомиссия Коммунхоза приступила к осуществлению переоборудования архиерейского дома для этих целей. Строительно-ремонтные работы включали в себя: подведение вышедшего из строя водопровода и установку ванн и раковин, кладку очагов и установку котлов и кипятильников, перекладку печей и печных труб, копку дополнительного колодца в усадьбе дома, оборудование ватерклозетов. Проводилась также перепланировка и ремонт жилых помещений, как на верхнем, так и на нижнем этажах дома: возводились перегородки для увеличения числа комнат, прорубались дополнительные дверные проёмы, устанавливались дощатые кровати — топчаны, штукатурились и белились стены и потолки. Церковь была закрыта и занята под клуб. После вынужденного отъезда в . из Красноярска епископа Назария, здание полностью перешло в собственность городской власти. Впоследствии и храмовая часть здания была переоборудована под больницу, а в алтаре расположилась операционная. В разное время в архиерейском доме были: эпидемиологический госпиталь, приют для душевнобольных детей, туберкулезный диспансер, больница скорой помощи, онкологическая больница.
После крушения советской власти в условиях начавшейся политики восстановления прав собственности Русской православной церкви, встал вопрос о передаче архиерейского дома в пользование Красноярской епархии, которую возглавлял епископ Антоний (в миру Иван Иванович Черемисов). В . указом Президента РФ архиерейский дом был признан объектом культурного наследия федерального значения. В начале . после продолжительных согласительных совещаний была достигнута договорённость о безвозмездной передаче бывшего архиерейского дома епархии. Здесь был вновь открыт православный приход и начались богослужения. Настоятелем Иоанно-Предтеченского храма и смотрителем архиерейского дома с 1 мая . был назначен иеромонах Агапий (в миру Громченко Анатолий Валентинович). А 1 июня . был подписан следующий акт приёма-передачи архиерейского дома.
«Мы, нижеподписавшиеся, архиепископ Антоний Красноярско-Енисейской епархии Русской Православной Церкви и директор по охране и использованию памятника истории и культуры Комитета по делам культуры и искусства администрации Красноярского края Шумов К. Ю. составили настоящий акт о том, что согласно п. 1.2 договора о сохранности и использовании недвижимого памятника истории и культуры религиозного назначения от 12.04.99 № 1 Центр по охране и использованию памятников истории и культуры Администрации края передаёт, а Красноярско-Енисейской епархия Русской Православной Церкви принимает в бессрочное, безвозмездное пользование двухэтажное с подвалом здание-памятник по улице Горького, 27 в Красноярске общей полезной площадью ., в том числе подвал в состоянии, зафиксированном в акте технического состояния № 1 от 17.03.99, являющемся неотъемлемой частью указанного договора».
Процесс реставрации архиерейского дома был длительным. Первым этапом реставрации было восстановление храмовой части здания. Оно происходило при следующем настоятеле — иерее Михаиле Сабадине, назначенном в . Православной общественностью было предложено расположить перед центральным входом скульптуру святителя Луки Войно-Ясенецкого. Автором памятника стал известный скульптор Борис Ильич Мусат. 15 ноября памятник был торжественно освящён архиепископом Антонием в присутствии представителей от краевой и городской власти, духовенства и жителей города. В мае на архиерейском доме были установлены купола, а также два креста. Один из них — точная копия того, что украшал главу храма до революции. Вес его составил, а высота .

### Окончательная реставрация и открытие Архиерейского дома
Завершающий этап реставрационных работ начался в конце 2011 года с учреждением Красноярской Митрополии во главе с Митрополитом Красноярским и Ачинским Пантелеимоном (в миру Николай Васильевич Кутовой). Настоятелем прихода был назначен заведующий канцелярией Епархиального управления протоиерей Николай Ши-кэ-мин. (ioann24.ru). Вопрос о реставрации Архиерейского дома был передан в ведение краевого Управления капитального строительства.
К концу 2014 года, когда основные реставрационные работы были завершены, Архиерейский дом обрёл свой исторический облик. Воссозданием интерьеров парадных помещений второго этажа архиерейского дома руководил член Союза архитекторов России Евгений Зиновьевич Гевель. Благодаря известному красноярскому мастеру по созданию изразцовых печей и каминов Борису Ильичу Гуркову воссозданы знаменитые архиерейские камины.
8 января 2015 г. состоялась торжественная церемония открытия Архиерейского дома с участием представителей власти и православной общественности.
В восстановленном здании Архиерейского дома размещены Красноярское епархиальное управление с конференц-залом для проведения церковно-общественных мероприятий, профильные отделы Красноярской епархии, пресс-служба, редакция епархиального сайта и официальной газеты Красноярской митрополии «Православное слово Сибири», приходские и другие церковные и церковно-общественные структуры.
Архиерейский дом стал центром церковно-общественной жизни региона, здесь проходят конференции, семинары, творческие конкурсы, концерты. Главой Красноярской митрополии ведется прием посетителей, церковных и светских гостей, на заседания Архиерейского совета собираются управляющие входящими в митрополию Красноярской, Канской, Минусинской, Енисейской и Норильской епархией, ежемесячно проводятся научные, богословские, духовно-просветительские форумы.

### Приход храма во имя Иоанна Предтечи
В штате прихода храма Иоанна Предтечи трудятся восемь священнослужителей, в воскресной школе обучается более 120 детей. Богослужения проходят ежедневно. Работает молодежная студия православной журналистики. В братстве апостола Фомы более сотни молодых людей изучают Евангелие и несут его заповеди в мир примером собственной жизни. Они вместе трудятся, отдыхают, создают семьи. Свято-Елизаветинское сестричество милосердия занято социальным служением в доме инвалидов, больницах, помощью нуждающимся. Частью прихода стала община глухих, одна из двух православных общин слабослышащих людей, существующих в нашем городе. При храме есть паломнический центр, отправляющий туристов в паломнические и образовательные туры по краю, стране, за рубеж. Экскурсоводами-волонтёрами проводятся благотворительные экскурсии по Архиерейскому дому. Работает Попечительский совет храма.
Прихожане храма объединены не только общей молитвой, но и многими досуговыми площадками. Это курсы, обучающие мирян церковным профессиям, развивающие кругозор, дающие знания о Боге и Церкви, школа колокольного звона, народные хоры, библиотека, детские и семейные лагеря отдыха.

## Архитектура и интерьеры
Архиерейский дом построен по типовому проекту в русско-византийском стиле. Двухэтажный, кирпичный, прямоугольный в плане, административно жилой комплекс под вальмовой крышей, симметричный восточный (главный) фасад расчленён тремя ризалитами. Средний ризалит завершён прямым аттиком, а боковые — треугольными щипцами с многообломными карнизами. В боковых ризалитах размещены входы, над крыльцами которых выдвинуты порталы с цилиндрическими сводами. Над ними на втором этаже, находятся особенные тройные окна с удлинённым средним, украшенным филёнчатым кокошником. Второй этаж корпуса повышенный с более высокими, чем в первом этаже, окнами с арочными завершениями. Архивольты верхних окон стилизованы в форме килевых очелий и опираются на фигурные колонки. Подобные колонки — в боковинах наличников прямоугольных вторых окон первого этажа. Междуэтажный профилированный карниз под металлической кровелькой раскрепован по угловым лопаткам, которыми обработаны все углы корпуса. Лопатки украшены квадратными ширинками. Богатая пластика крупных деталей из тёсаного и лекального кирпича сообщает архитектуре дома скульптурную выразительность. Все детали выделены на фоне краснокирпичных стен побелкой по штукатурке, что изображает белокаменную резьбу старорусских построек. На западном фасаде выделяется более поздняя (.) пристройка с высоким арочным окном. Крыша корпуса имеет полуциркульные слухи и большое количество печных труб с дымниками из железа.
Во время восстановления архиерейского дома реставраторы стремились максимально достоверно оформить внутренние интерьеры здания. Особенности храма — в иконостасе, выполненном в манере, восходящей к Андрею Рублеву, и в росписи стен в византийском стиле XII века. Уникальны для Сибири каменные колонны ранневизантийского стиля; в храме восстановлена аутентичная фреска Спаса Нерукотворного.